# 東京特許許可局
東京特許許可局（日语：／ Tōkyō tokkyo kyoka kyoku）是日語的繞口令之一。由於這七個字在日語的發音都頗為接近，因而經常被用在測試律師、演員和主持人等行業的入職者上，確保其說話敏捷而準確。
事實上，日本並沒有一個名為「東京特許許可局」的行政機關，而在現實中負責處理「特許權」（即專利、工業所有權和商標註冊等事務）的機關實為經濟產業省屬下的外局「特許廳」，其總部設於東京都千代田區。
「東京特許許可局」的起源已無法追溯，惟有說此繞口令是出自1934年NHK在招收播音員的口試。
2014年4月7日，NHK開始在兒童節目《天才兒童MAX》中加插播放同名的10分鐘短劇。

## 衍生版本
這個繞口令亦存在數個不同的版本，當中包括：
- - 平假名：
  - 羅馬字：
- - 平假名：
  - 羅馬字：
- - 平假名：
  - 羅馬字：
- - 平假名：
  - 羅馬字：
- - 平假名：
  - 羅馬字：
- - 平假名：
  - 羅馬字：
- - 平假名：
  - 羅馬字：
- - 平假名：
  - 羅馬字：
- - 平假名：
  - 羅馬字：
- - 平假名：
  - 羅馬字：